# Коняхин, Игорь Геннадьевич
Игорь Борисович Коняхин (род. 25 августа 1972) - российский игрок в хоккей с мячом.

## Карьера
Воспитанник мончегорского хоккея с мячом. 
В сезоне 1989/90 помог «Североникелю» завоевать второе место в первой лиге и путёвку в высшую лигу.
В высшей лиге играл в составе клубов «Североникель» (1990-1995). В высшей лиге в составе «Североникель» провёл 113 игр, забив 55 мячей. 
В 1995 году перешёл в «Водник» в котором играл до 2009 года, провел 357 матч и забил 116 мячей, став девятикратным чемпионом России.
Сезон 2009/10 года начал в команде «Боровичи». Игорь провёл 6 игр и забил 1 мяч. В середине декабря 2009 года Коняхин завершил сезон. А команда закончила сезон на последнем (17) месте. 
Сезон 2010/11 года провёл в команде первой лиги «Мурман», 27 раз выйдя на лёд. Команда завоевала первое место и путёвку в высшую лигу.
Окончив карьеру, вернулся в Мончегорск, где работает инструктором СДЮШОР.

## Достижения
Чемпион России - 1996, 1997, 1998, 1999, 2000, 2002, 2003, 2004, 2005.

 Серебряный призёр чемпионата России - 2001.

Обладатель Кубка мира - 2003, 2004

Обладатель Кубка европейских чемпионов - 2002, 2003, 2004

Включался в список 22 лучших хоккеистов сезона - 1997.